# Tommy Kenter
Tommy Kenter (* 15. April 1950 in Kopenhagen) ist ein dänischer Schauspieler.

## Werdegang
Tommy Kenter gab bereits als 10-Jähriger sein Bühnendebüt am Det Ny Teater. Mit elf Jahren war er als Tommy Kanter in Erik Ballings Film Cirkus Buster zu sehen. Nach dem Abbruch des Gymnasiums verdiente er seinen Lebensunterhalt mit Gelegenheitsjobs. Von 1970 bis 1973 absolvierte er seine Schauspielausbildung an der Staatlichen Theaterschule in Kopenhagen (Statens Teaterskole). Seit Beginn seiner Karriere wirkte er in zahlreichen Revuen, Kabarett-Programmen sowie im ernsthaften Theaterfach mit. Er trat auch als Sänger auf und nahm 1985 am Dansk Melodi Grand Prix teil, dem dänischen Vorentscheid zum Eurovision Song Contest. Für seine Arbeit beim Film wurde er mehrfach mit dem bedeutendsten dänischen Filmpreis Bodil sowie mit einem Robert geehrt. Nachdem 1998 Poul Bundgaard während der Dreharbeiten zu Der (wirklich) allerletzte Streich der Olsenbande gestorben war, wurde er in den noch ausstehenden Szenen von Kenter mit einem aufwändigen Make-up gedoubelt. Darüber hinaus wirkt er auch häufig als Synchronsprecher in Zeichentrickfilmen.

## Privates
In den 1970er-Jahren war Tommy Kenter mit der Schauspielerin Ann-Mari Max Hansen liiert und hat mit ihr eine gemeinsame Tochter (* 1975).
Später war er mit Annette Trampedach in einer Beziehung. Seit einigen Jahren lebt er mit Christina Lund zusammen.

## Auszeichnungen
- 1991: Robert – Bester Hauptdarsteller in Laß die Eisbären tanzen
- 1991: Bodil – Bester Hauptdarsteller in Laß die Eisbären tanzen
- 1994: Teaterpokalen
- 2002: Bodil – Bester Nebendarsteller in Fukssvansen
- 2013: Bodil – Bester Nebendarsteller in Marie Krøyer

## Filmografie
- 1961: Cirkus Buster
- 1966: Es war einmal ein Krieg (Der var engang en krig)
- 1975: Piger i trøjen
- 1975: Familien Gyldenkål
- 1976: Julefrokosten
- 1976: En enkelt til Waterloo (Fernsehfilm)
- 1977: Alt på et bræt
- 1977–1978: En by i provinsen (Fernsehserie)
- 1978: Ret beset (Fernsehserie, Episodenrolle)
- 1979: Scapins rævestreger (Fernsehfilm)
- 1979: Komedie i grænselandet (Fernsehfilm)
- 1980: Attentat
- 1980: Undskyld vi er her
- 1981: Kniven i hjertet
- 1981: Slingrevalsen
- 1981: Die Olsenbande fliegt über die Planke (Olsen-bandens flugt over plankeværket)
- 1982: Mille og Mikkel (Fernsehserie, Episodenrolle)
- 1982: Opfinderkontoret (Fernsehserie)
- 1984: Ude på noget (Fernsehserie)
- 1985: Walter og Carlo – op på fars hat
- 1986: Take It Easy
- 1986: Mord im Dunkeln (Mord i mørket)
- 1989: Valby – Das Geheimnis im Moor (Miraklet i Valby)
- 1990: Laß die Eisbären tanzen (Lad isbjørnene danse)
- 1990: Parløb (Fernsehserie)
- 1992: Skibet i skilteskoven (Fernsehserie)
- 1992: Kald mig Liva (Fernsehmehrteiler)
- 1993: Jul i juleland (Fernsehserie)
- 1994: Flemming og Berit (Fernsehserie)
- 1995: Sprængt nakke (Fernsehfilm)
- 1996: Charlot og Charlotte (Fernsehmehrteiler)
- 1998: I Wonder Who’s Kissing You Now
- 1998: Der (wirklich) allerletzte Streich der Olsenbande (Olsen-bandens sidste stik)
- 1998: Hjerteflimmer (Fernsehmehrteiler)
- 2000: D-dag (Fernsehfilm)
- 2000: Fruen på Hamre
- 2000: Den blinde maler (Fernsehfilm)
- 2001: Fukssvansen
- 2002: Langt fra Las Vegas (Fernsehserie, Episodenrolle)
- 2005: Det perfekte kup
- 2005: Allegro
- 2006: De tre musketerer
- 2006: Princess
- 2007: Anja og Viktor – Brændende kærlighed
- 2007: Hvordan vi slipper af med de andre
- 2008: Anja og Viktor – i medgang og modgang
- 2008: Sommer (Fernsehserie; Episodenrolle)
- 2009–2010: Protectors – Auf Leben und Tod (Livvagterne, Fernsehserie)
- 2010: Bob bob Bølle Bob – Alletiders helt
- 2011: Noget i luften
- 2012: Marie Krøyer
- 2012: Viceværten
- 2012–2013: Rita (Fernsehserie)
- 2014: Krummerne – alt på spil
- 2014: Hånd i hånd (Fernsehserie)
- 2016: Rosemari
- 2016: Bedrag (Fernsehserie)
- 2017: Countdown Copenhagen (Gidseltagningen, Fernsehserie)
- 2018: Per im Glück (Lykke-Per)